# Eugen Rückgauer

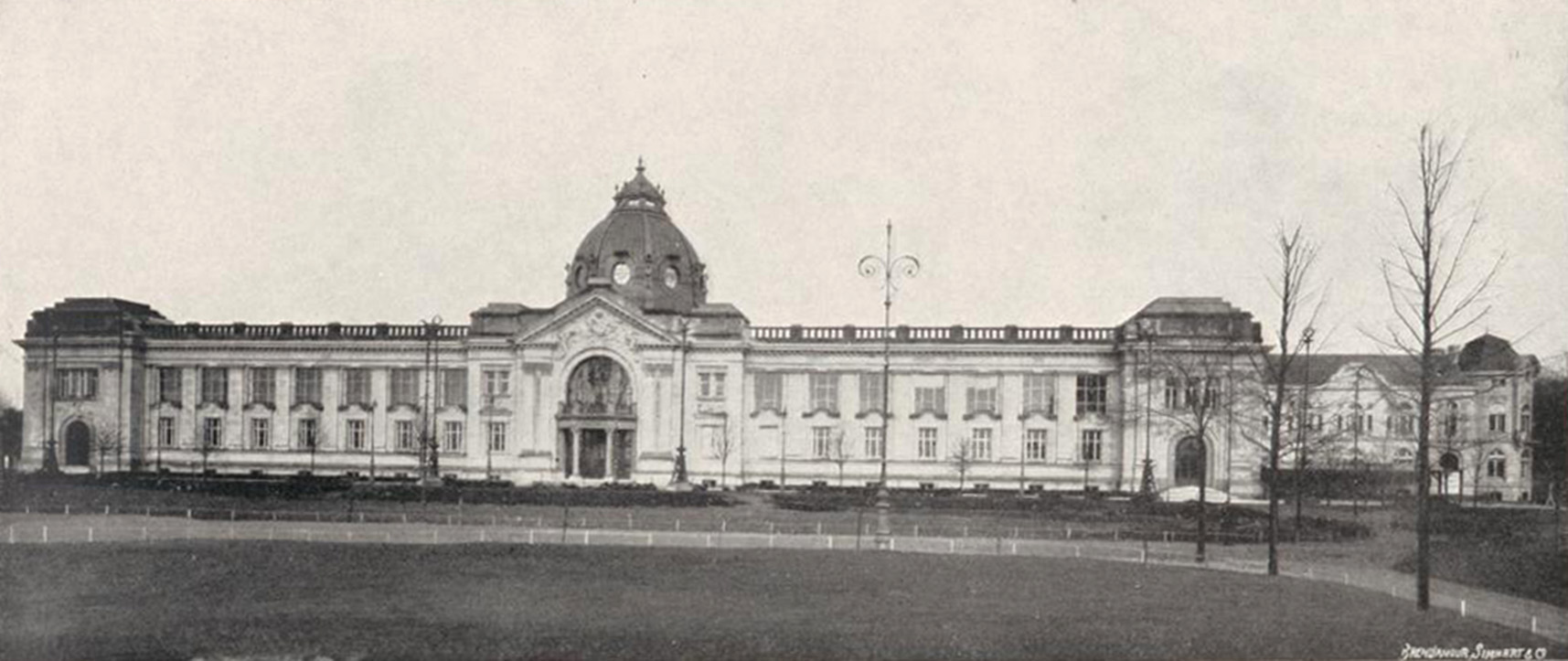
Der Kunstpalast Düsseldorf mit Restaurant (heute Ehrenhof Nr. 3)

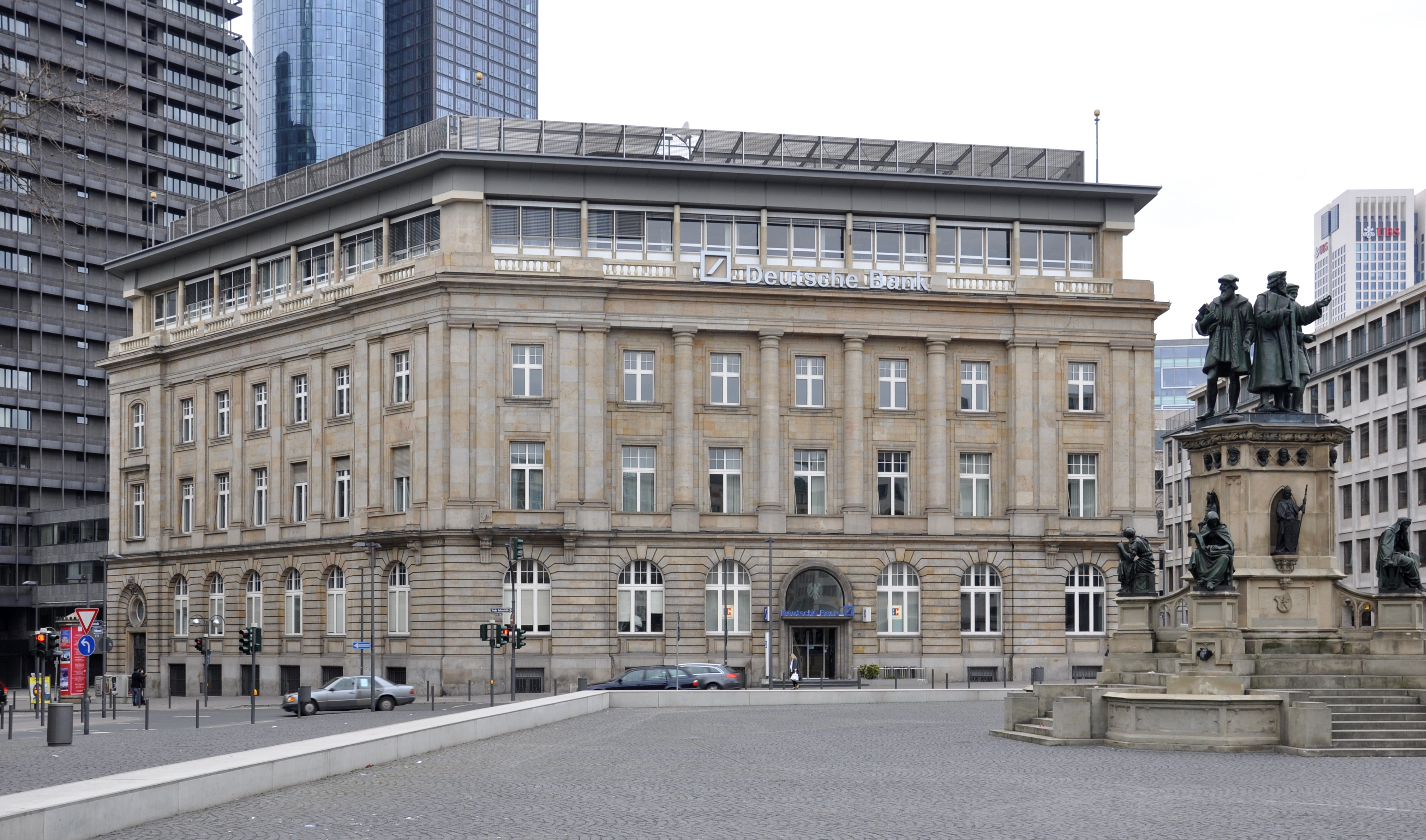
Deutsche Bank am Roßmarkt in Frankfurt, einst Niederlassung der Disconto-Gesellschaft

Eugen Karl Rückgauer (* 6. September 1870 in Stuttgart; † 22. Oktober 1943 in Frankfurt am Main) war ein deutscher Architekt.

## Leben
Eugen Rückgauer war ein Sohn von Erasmus Rückgauer. Ab 1895 arbeitete er für die Bauunternehmung Philipp Holzmann. Er entwarf unter anderem das Gebäude der Disconto-Gesellschaft am Frankfurter Roßmarkt und den Bau der Mitteldeutschen Creditbank in Frankfurt.
1901–1902 entstand unter Rückgauers Beteiligung das Hauptgebäude der Rheinisch-Westfälischen Industrie- und Gewerbeausstellung Düsseldorf 1902, dieses Gebäude – der so genannte Ausstellungspalast und Restaurant, später Kunstpalast – wurde 1925/1926 anlässlich der GeSoLei völlig umgebaut.
Zeitweise betrieb Eugen Rückgauer ein Baugeschäft in Stuttgart, in dem auch sein Vater beschäftigt war.
1912 wurde nach den Plänen Eugen Rückgauers das Parkhotel Schlangenbad errichtet, das heute unter Denkmalschutz steht.